# カリラ蒸留所
カリラ蒸溜所（Caol Ila Distillery）は、スコットランドのアイラ島、ポート・アスケイグにあるスコッチ・ウイスキーの蒸留所。
アイラ島の蒸留所で最大の生産能力を誇り、生産された原酒の多くがジョニー・ウォーカーをはじめとしたブレンデッドウイスキーに用いられている
。
「カリラ」(Caol Ila)はゲール語で「アイラ海峡」を意味し、アイラ島とジュラ島を隔てる海峡の名前に由来する。

## 歴史
1846年にヘクター・ヘンダーソンによって設立された。その後、財政難のため1852年にノーマン・ブキャナンに売却され、1863年にはバロッホ・レード社によって買収される。
1920年にバロッホ・レード社が倒産し、ロバートソン&バクスター社が設立したカリラディスティラリー社に買収されるが、1927年にはDCL社が単独の所有者になる。
DCL社による買収後は1930年から1937年にかけて操業停止となり、その後も1941年1945年にかけて第二次世界大戦の影響で再び操業停止となる。
1972年には熟成庫を除くすべての建物の建て替え工事に伴って再び操業停止、1974年に工事が完了、操業再開した。この建て替えによって2基あった蒸留器が現在と同じ6基に増設される。総工費はおよそ100万ポンド。カリラ蒸留所の特徴である全面ガラス張りのスチルハウスはこの工事で建てられた。
1986年にはギネスがDCL社を買収したことでギネス傘下のユナイテッド・ディスティラーズ社の所有となり、1997年にはギネスとグランドメトロポリタン社の合併で誕生したディアジオ社の傘下となる
。
2011年には5ヶ月間生産を停止し、マッシュタンの更新とウォッシュバックの増設が行われ、年間生産能力が650万リットルとなった。総工費はおよそ350万ポンド。

## 製造
麦芽はポートエレン蒸留所製のフェノール値34~38ppmのもの使用している。
仕込み水は蒸留所からおよそ1.5kmの距離にあるナムバン湖から引かれており、石灰岩から湧き出たピーティでミネラル分を多く含む水が使われている。
ポットスチルはすべてストレートヘッド型で、初蒸器と再留器がそれぞれ3基ずつ、合計6基ある。
製造した原酒はアイラ島ではなくスコットランド本土で熟成されている。
長い間、生産された原酒の95%以上がブレンデッドウイスキー用の原酒として用いられ、シングルモルトとしてのリリースは少ない状況が続いたが、カリラ人気の高まりを受けて、現在は15%がシングルモルトに用いられている。

## 評価

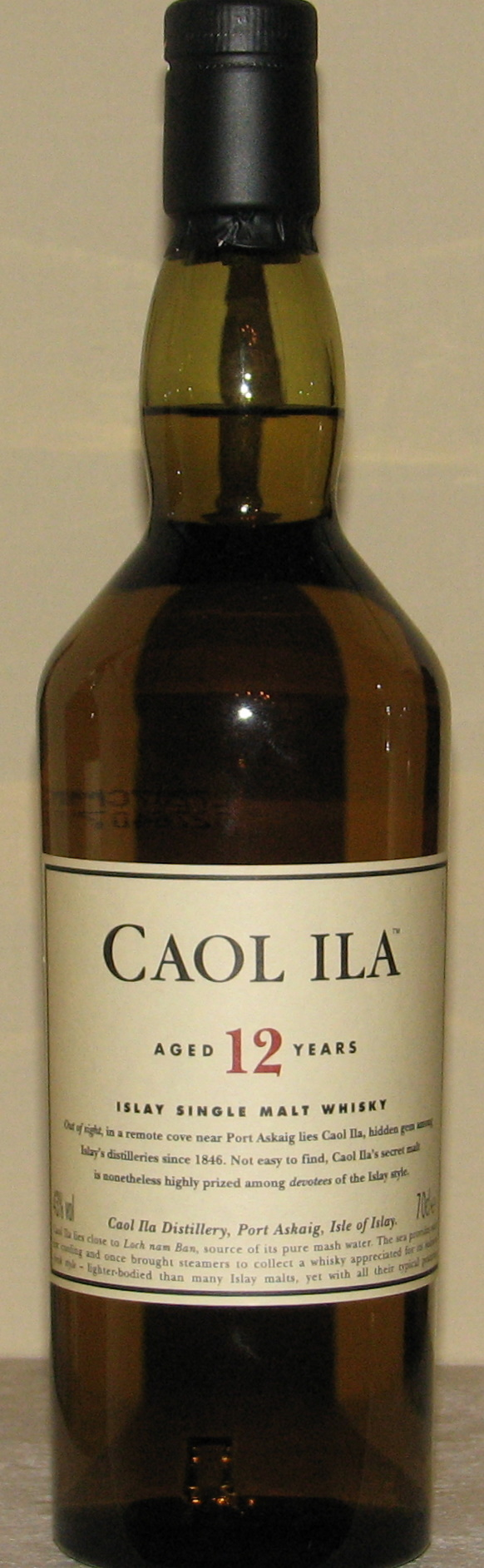
カリラ12年。

ラガヴーリン蒸留所と同じくポートエレン製のフェノール値34~38ppmの麦芽を使用しているが、ラガヴーリンとは対照的に軽やかな味わいで知られている。
評論家のマイケル・ジャクソンはカリラのハウススタイルをオイリー、オリーブ、ジュニパー(ネズ)、フルーティ、エステリー。素晴らしい食前酒。と、土屋守はアイラの典型かつ優等生と評している。
また、マイケル・ジャクソンは2002年から販売されているオフィシャルボトルを次のようにテイスティングしている。

## 使用されている主なブレンデッドウイスキー
- ジョニー・ウォーカー[4]
- ブラックボトル（英語版）[18]
- ビッグピート（英語版）[19](ブレンデッドモルト)